# 1 na 100
1 na 100 – singel polskich raperów White’a 2115 i Maty. Singel został wydany 11 lipca 2024.
Nagranie otrzymało w Polsce status platynowego singla, przekraczając liczbę 50 tysięcy sprzedanych kopii.

## Geneza utworu i historia wydania
Utwór napisali i skomponowali Sebastian Czekaj, Michał Matczak, Mikołaj Vargas i Wojciech Krawczykowski, którzy również odpowiadają za produkcję utworu. 
Singel ukazał się w formacie digital download 11 lipca 2024 w Polsce za pośrednictwem wytwórni płytowej ¸¸♬·¯·♩¸¸♪·¯·♫¸¸♫·¯·♪ w dystrybucji Sony Music Entertainment Poland.

## Teledysk
Do utworu powstał teledysk w reżyserii Jakuba Kaźmierczaka, który udostępniono 12 lipca 2024 za pośrednictwem serwisu YouTube.

## Lista utworów
- Digital download[2]

1. „1 na 100” – 3:07

## Notowania

### Pozycje na listach sprzedaży
| Kraj   | Lista (2024)             | Najwyższa pozycja |
| ------ | ------------------------ | ----------------- |
| Polska | Billboard Poland Songs   | 1                 |
| Polska | OLiS – single w streamie | 1                 |

### Pozycja na liście rocznej
| Kraj   | Lista (2024)             | Pozycja |
| ------ | ------------------------ | ------- |
| Polska | OLiS – single w streamie | 79      |

## Certyfikaty
| Kraj          | Certyfikat      | Sprzedaż |
| ------------- | --------------- | -------- |
| Polska (ZPAV) | platynowa płyta | 50 000+  |